# Verwaltungsgemeinschaft Reichersbeuern
Die Verwaltungsgemeinschaft Reichersbeuern im Landkreis Bad Tölz-Wolfratshausen besteht seit der Gemeindegebietsreform am 1. Mai 1978. Ihr gehören als Mitgliedsgemeinden an:
1. Greiling, 1453 Einwohner, 7,66 km²
2. Reichersbeuern, 2487 Einwohner, 15,41 km²
3. Sachsenkam, 1315 Einwohner, 15,92 km²

Sitz der Verwaltungsgemeinschaft ist Reichersbeuern.